# Lista de províncias da Bélgica por IDH

Mapa das províncias belgas por IDH em 2017.
Legenda:
> 0.930
0.930–0.920
0.920–0.900
0.900–0.880
< 0.880

Esta é uma lista de províncias da Bélgica por Índice de Desenvolvimento Humano (IDH) em 2017.
| Rank                        | Província                   | IDH (2017)                  | País comparável             |
| Very high human development | Very high human development | Very high human development | Very high human development |
| --------------------------- | --------------------------- | --------------------------- | --------------------------- |
| 1                           | Bruxelas-Região da Capital  | 0.945                       | Suíça                       |
| 2                           | Brabante Flamengo           | 0.936                       | Alemanha                    |
| 3                           | Antuérpia                   | 0.928                       | Dinamarca                   |
| 4                           | Walloon Brabant             | 0.920                       | Finlândia                   |
| 5                           | Flandres Ocidental          | 0.918                       | Nova Zelândia               |
| 6                           | Flandres Oriental           | 0.916                       | Liechtenstein               |
| –                           | Bélgica                     | 0.916                       | Liechtenstein               |
| 7                           | Limburgo                    | 0.912                       | Japão                       |
| 8                           | Luxembourgo                 | 0.887                       | Chéquia                     |
| 9                           | Namur                       | 0.886                       | Chéquia                     |
| 10                          | Liège                       | 0.884                       | Itália                      |
| 11                          | Hainaut                     | 0.876                       | Malta                       |